# Basquetebol na Universíada de Verão de 1961
O basquetebol na Universíada de Verão de 1961 foi disputado Sófia, na Bulgária.

## Medalhistas
| Evento    | Ouro                | Prata               | Bronze             |
| --------- | ------------------- | ------------------- | ------------------ |
| Masculino | URS União Soviética | BUL Bulgária        | TCH Checoslováquia |
| Feminino  | BUL Bulgária        | URS União Soviética | TCH Checoslováquia |

## Quadro de medalhas
| Ordem | País                | Medalha de ouro | Medalha de prata | Medalha de bronze |   |
| ----- | ------------------- | --------------- | ---------------- | ----------------- | - |
| 1     | BUL Bulgária        | 1               | 1                |                   | 2 |
|       | URS União Soviética | 1               | 1                |                   | 2 |
| 3     | TCH Checoslováquia  |                 |                  | 2                 | 2 |
| TOTAL | TOTAL               | 2               | 2                | 2                 | 6 |